# Dysschema boisduvalii
Dysschema boisduvalii är en fjärilsart som beskrevs av Van der Hoeven och De Vriese 1840. Dysschema boisduvalii ingår i släktet Dysschema och familjen björnspinnare. Inga underarter finns listade i Catalogue of Life.